# لوسینه آراکلیان
لوسینه راشیدی آراکلیان (ارمنی: Լուսինե Ռաշիդի Առաքելյան؛ انگلیسی: Lusine Arakelyan؛ زادهٔ ۲۱ دسامبر ۱۹۸۲) زبان‌شناس و سیاستمدار اهل ارمنستان است که از تاریخ تا ۸ ژوئن ۲۰۱۸ تاریخ ۲۷ دسامبر ۲۰۱۹ سمت معاونت وزارت آموزش، علوم، فرهنگ و ورزش جمهوری ارمنستان را برعهده داشت.

## زندگی‌نامه
وی در ۲۱ دسامبر ۱۹۸۲ در لنیناکان به دنیا آمد و از دانشگاه دولتی زبان‌ها و علوم اجتماعی بروسوف ایروان (۲۰۰۷) فارغ‌التحصیل گشت. .

## نگارخانه

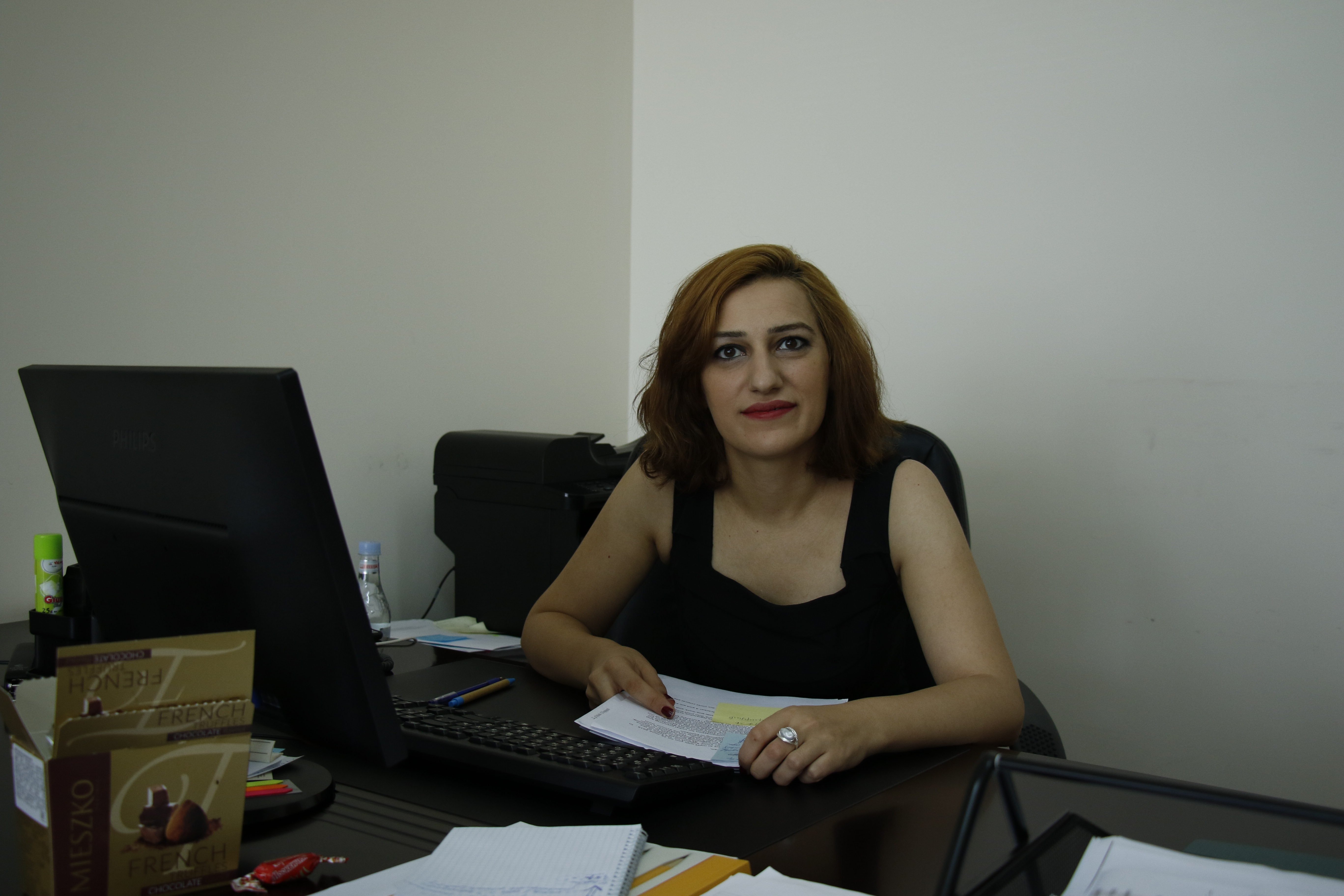

## یادداشت
1. ↑  կրթության, գիտության, մշակույթի և սպորտի (ԿԳՄՍ) նախարարի տեղակալ